# Nevenka Fernández
Nevenka Fernández (25 d'octubre de 1974) és una economista espanyola. Va ser regidora d'Hisenda de Ponferrada entre 1999 i 2001. Actualment resideix al Regne Unit. És coneguda per ser la primera espanyola a aconseguir la condemna d'un càrrec polític, Ismael Álvarez, alcalde de Ponferrada, per assetjament sexual després que s'introduís el delicte en el Codi Penal espanyol de 1999.

## Trajectòria
Llicenciada en Econòmiques per la Universitat CEU-San Pablo i master en Auditoria per la Universitat Complutense de Madrid, va treballar a la gestoria Arthur Andersen a Madrid. Va acabar la carrera poc abans de les eleccions municipals de 1999 quan Carlos López Riesco li va proposar la número tres de la llista del Partit Popular de Ponferrada liderada per Ismael Álvarez. Després de la victòria electoral va assumir la regidoria d'Hisenda a l'ajuntament de Ponferrada. El setembre de 2000 va demanar la baixa per depressió a l'ajuntament i el març de 2001 va denunciar per assetjament sexual l'alcalde Ismael Álvarez. El Partit Popular no li va fer costat i els seus companys es van posar de part d'Ismael Álvarez. Després de moltes dificultats per trobar feina a Espanya després de la denúncia per assetjament sexual, es va traslladar al Regne Unit on viu en l'actualitat.

## Denúncia d'assetjament sexual
El setembre de 2000 va demanar la baixa per depressió a l'ajuntament de Ponferrada i va mudar-se a Madrid. Nevenka, va denunciar haver estat assetjada sexualment quan tenia 26 anys i laboralment l'any 2000 pel llavors alcalde de Ponferrada Ismael Álvarez, membre del seu propi partit, el Partit Popular després de la fi de la relació durant alguns mesos, iniciada a la fi de 1999. El 26 de març de 2001 Nevenka Fernández va denunciar públicament Ismael Álvarez per assetjament sexual.
L'abril de 2001 va ratificar la querella per assetjament davant el Tribunal Superior de Justícia de Madrid i va dir: «Parlar m'ha salvat».
La Asociación para la Defensa de la Mujer Acosada, que inicialment havia exercit l'acusació particular, es va retirar poc abans de començar el judici argumentant que havia perdut la confiança en Nevenka Fernández.;La sentència, del 30 de maig de 2002, va imposar a l'exalcalde Álvarez, la pena mínima, però el cas va fer història: per primera vegada un polític espanyol va ser condemnat per assetjament sexual.
Álvarez va ser condemnat pel Tribunal Superior de Castella i Lleó a nou mesos de presó, una multa de 6.480 euros i una indemnització a la víctima de 12.000 euros per assetjament sexual. Álvarez va dimitir com a alcalde de Ponferrada el dia que publicar la sentència, ni el PP l'hi va demanar ni cap llei l'hi va exigir. Ana Botella, dona del llavors president del Govern, José María Aznar, va lloar l'actuació de l'assetjador: «Cal tenir un respecte total per l'alcalde de Ponferrada, que ha tingut una postura impecable en dimitir abans que hi hagi una sentència ferma», va assenyalar. De la mateixa postura va ser el llavors president del senat i del Partit Popular a la Comunitat de Madrid, Pío García-Escudero.
El fiscal, José Luis García Ancos, que va ser apartat del cas, va sotmetre la víctima a un polèmic interrogatori qüestionant la seva denúncia: «Vostè no és l'empleada d'Hipercor que li toquen el cul i ha d'aguantar-se perquè és el pa dels seus fills!» i va assenyalar en una entrevista de ràdio que deia que, d'un dels testimoniatges del judici, «es desprenia que es volia dir que Nevenka, que era una col·legiada, era una puteta».
Durant les conclusions, tant la fiscalia com l'acusació particular van incidir en la importància que tenia per a aquest cas la prova pericial, en la qual cinc especialistes en psiquiatria i psicologia van coincidir que la denunciant no fabulava quan es querellava i que els seus símptomes eren clarament els d'una persona assetjada.

### Conseqüències
Nevenka va guanyar la batalla judicial, però va perdre la batalla social. Després de la denúncia li va resultar difícil trobar feina a Espanya i finalment va anar a viure a Londres mentre Álvarez va seguir a Ponferrada i va tornar a presentar-se a les eleccions municipals el 2011 a les quals va obtenir 5.719 vots, cinc regidors i un 16,53% dels suports. Va ser la tercera força política més votada i aquest resultat polític li va atorgar un paper decisiu en la configuració de l'alcaldia. A més, va tenir el suports d'Amancio Prada.
El periodista Juan José Millás va escriure el 2004 el llibre Hay algo que no es como me dicen: El caso de Nevenka Fernández contra la realidad sobre el cas Nevenka.
El cas va esdevenir un referent històric per ser la primera espanyola a obtenir la condemna d'un càrrec polític, per assetjament sexual després que s'introduís el delicte en el Codi Penal de 1999. Va ser especialment recordat el 2017 quan va sorgir el moviment Me Too.

## DocusèrieNevenka
Netflix va estrenar el 5 de març de 2021 la sèrie documental Nevenka, dirigida per Maribel Sánchez-Maroto, en la qual Nevenka Fernández trenca el seu silenci després de vint anys de la denúncia i de la sentència.